# Таарка, Хилана
Хилана Та́арка (эст. Hilana Taarka), также Хилана Тарка (эст. Hilana Tarka) (Дарья Писумаа (эст. Darja Pisumaa), Дарья Матвеева (эст. Darja Matvejeva), Васила Таарка (эст. Vasila Taarka); 22 марта 1856, деревня Хилана, Вырумаа — 27 декабря 1933, деревня Вымморски, Печорский уезд) — исполнительница рунических песен сету. Носила неофициальный титул «Певческая мать сету» (эст. Setu lauluema).

## Биография
Мать Хиланы Тарка звали Ока (Агафья Герасимова). В 16-летнем возрасте её выдали замуж за мужчину по имени Матс (Матвей Гаврилов) из деревни Хярма. В семье было четверо детей, Хилана — самая старшая. Её родиной была деревня Хилана (Хиланамяги, эст. Hilanamägi). Семья была богатая, но отец стал пьяницей и распродал почти все свои земли, в результате чего у брата Хиланы, наследника, остался всего один земельный надел. Когда Хилане исполнилось 13 лет, она стала помогать матери в молотьбе ручным жёрновом. За работой мать учила Хилану петь. Пела Ока хорошо, и к ней ходили фольклористы записывать песни. Ока пела на многих свадьбах и брала с собой Хилану. Умерла Ока в возрасте 34-х лет. Матс прожил 60 лет. Замуж Хилана не вышла. Сватался к ней один жених из соседней деревни, но родственники воспротивились их свадьбе, так как у него было ещё два брата, а земли было мало. Вне брака Хилана родила пятерых детей: Фёклу, Сергея, Ирину, Агафью и Татьяну, отцом которых был Василий Иванович Коосер.

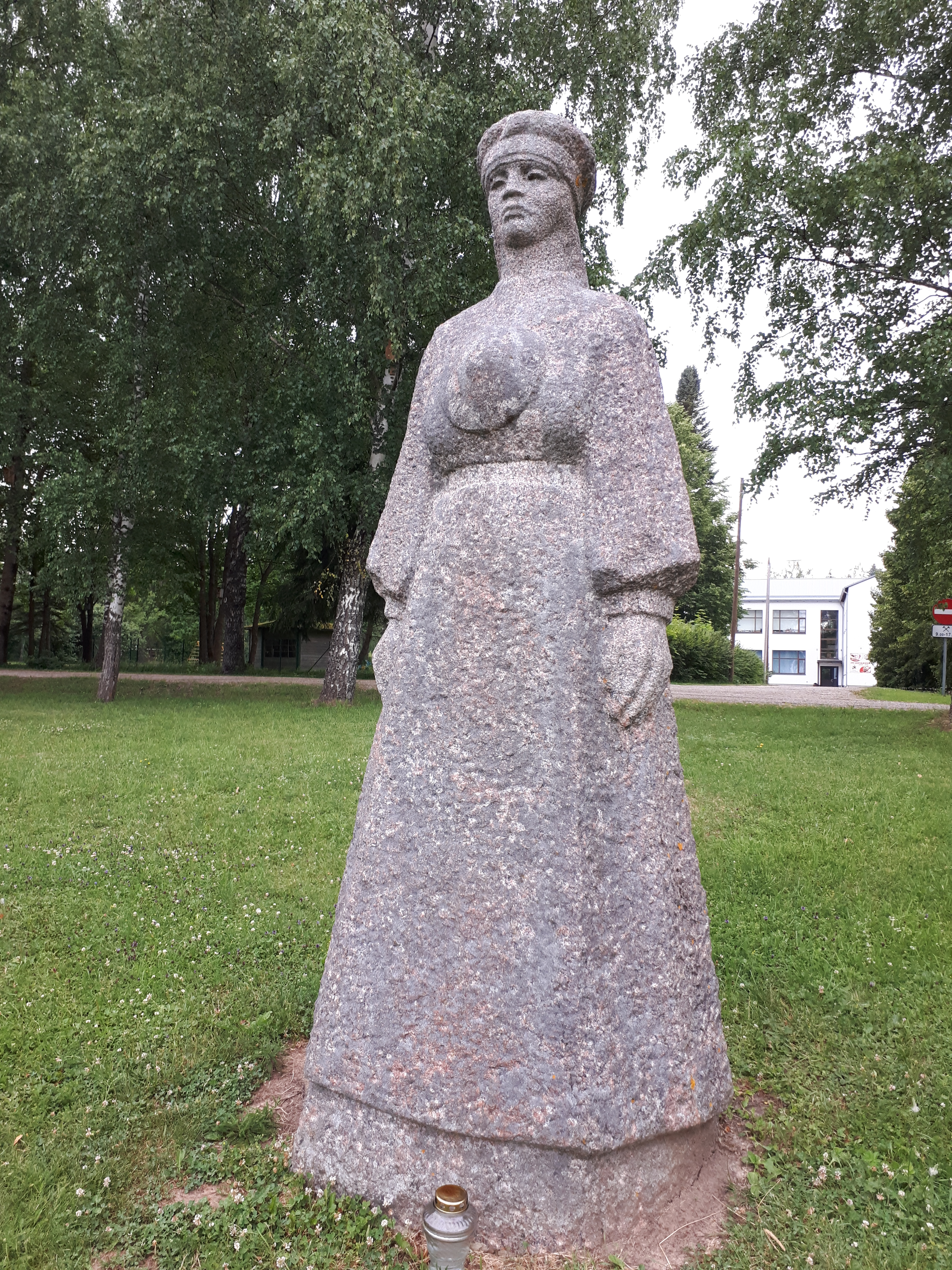
Памятник Певческой матери сету Хилане Тарка в деревне Обиница

Хилана Таарка была первой, кто познакомил образованные круги Эстонии с народными песнями проживающих на юго-востоке страны людей сету. В большой семье исполнителей рунических песен сету ещё во времена Якоба Хурта наряду с такими певицами, как Мико Оде (Miko Ode, Евдокия Каннисте, 1864—1924) и Мартина Иро (Martina Irò, Ирина Луйк, 1866—1947), Хилана Таарка стала особо известной благодаря своей удивительной способности к импровизации и предметному богатству песенного творчества.
В Янов день 1921 года Хилане Таарка выпала большая честь в качестве солистки поздравить c праздником президента Финляндии в Хельсинки, а также выступить на Финском празднике песни.
В 1920-х годах она пела на нескольких публичных концертах, в том числе в Концертном зале «Эстония» в Таллине. На Первом певческом празднике сету в 1922 году Хилана Таарка исполнила приветственную песню в сопровождении 100 народных певцов со всей Сетумаа.
При содействии инструктора Общества приграничных земель (эст. Piirimaade Selts) Самуэля Соммера (Samuel Sommer) и Академического общества родного языка (эст. Akadeemiline Emakeele Selts) трём «Певческим матерям сету» — Хилане Таарка, Мартине Иро и Анне Вабарна — в 1926 году было назначено небольшое ежемесячное денежное пособие от Эстонской Республики. Однако последние годы жизни Хиланы Таарка прошли в большой бедности, о чём она пела и в своих песнях:

«Olõ-õs meil põldu, mida põima,

Olõ-õs rüki, mida rühki,

Külä-ks võti künnümaa,

Vald ragi mi varigu!»
Умерла 27 декабря 1933 года в возрасте 77 лет в своём маленьком доме в деревне Вымморски, на руках дочери Татьяны (Taana, Tattö). В газете «Lääne Teataja» от 6 января 1934 года писали, что, по местным слухам, Хилана Таарка умерла от голода. Похороны состоялись 31 декабря на кладбище деревни Обиница.

## Творческое наследие
В большом песенном репертуаре Хиланы Таарка было немного длинных эпических песен, как у Мико Оде и Мартины Иро, но среди именитых певцов сету Хилана Таарка (Wasila Taarka в волостных записях) была первой в исполнении юмористических песен, состоящих из шуток и ворчаний, поэтому её часто приглашали петь на вечеринках и свадьбах в Сетумаа.
Напетые Хиланой Тарка Якобу Хурту (1903 г.) и историку Хендрику Пранцу (Hendrik Prants, 1889 г.) руны были изданы Хуртом в сборнике «Setukeste lauludes». В двух томах сборника среди песен других певцов насчитывается 29 песен Хиланы Таарка, из них 16 простых песен:

1. древнерелигиозные: ,,Päevapoeg", «Neiu veri», ,,Hiiv hitskmehe", ,,Imelik koda" и «Ait põleb»;

2. христианские: «Jeesuse surm»;

3. сказочные: «Haned kadunud», «Hobune varastatud», «Oravad oksalt — müügiks müüril», ,,Karjaneiu ja kaupmehed" и «Neiu liin»;

4. девичьи: «Neiu kiidab oma käsitööd»;

5. рождественские игровые: «Liigu, liigu lijnakõnõ!»;

6. свадебные песни невесты: «Ristimäle (pulma kutsudes)», «Ristimäle (saaja-päeval)» и «Neiu trotsijale».
Многосоставных песен Хиланы Таарка в этих изданиях насчитывается 13:
- «Kosjasõit + Kalmuneiu»,
- ,,Hääl kadunud + Vend pilliks Pihkvas",
- «Neiu vennad + Tänuline lind»,
- «Tütar vette + Uibonõ näiokõnõ + Neiumüük»,
- «Kolm vaest + Härjad varastatud»,
- «Rikas kosilane + Kuhja loomine».

Самая длинная из них — 128-строчная песня «Kosjasõit + Kalmuneiu».
Фольклорист из Финляндии Армас Отто Вяйсанен многие песни из этого сборника записал на фонограф и переписал от руки в 1913, 1914, 1921 и 1922 годах. Сетуский фольклор собирали также студент филологического факультета Тартуского университета Паулоприйт Воолайне (Paulopriit Voolaine, 1899—1985) и учитель Яан Айнело (Jaan Ainelo, 1882—1941). По сведениям Вяйсянена, бо́льшая часть спетых Хиланой Таарка хвалебных и плачевных песен остались всё же незаписанными, в частности, все те, которые она пела на свадьбах в Сетумаа и Эстонии, а также своим гостям после 50-летнего возраста.

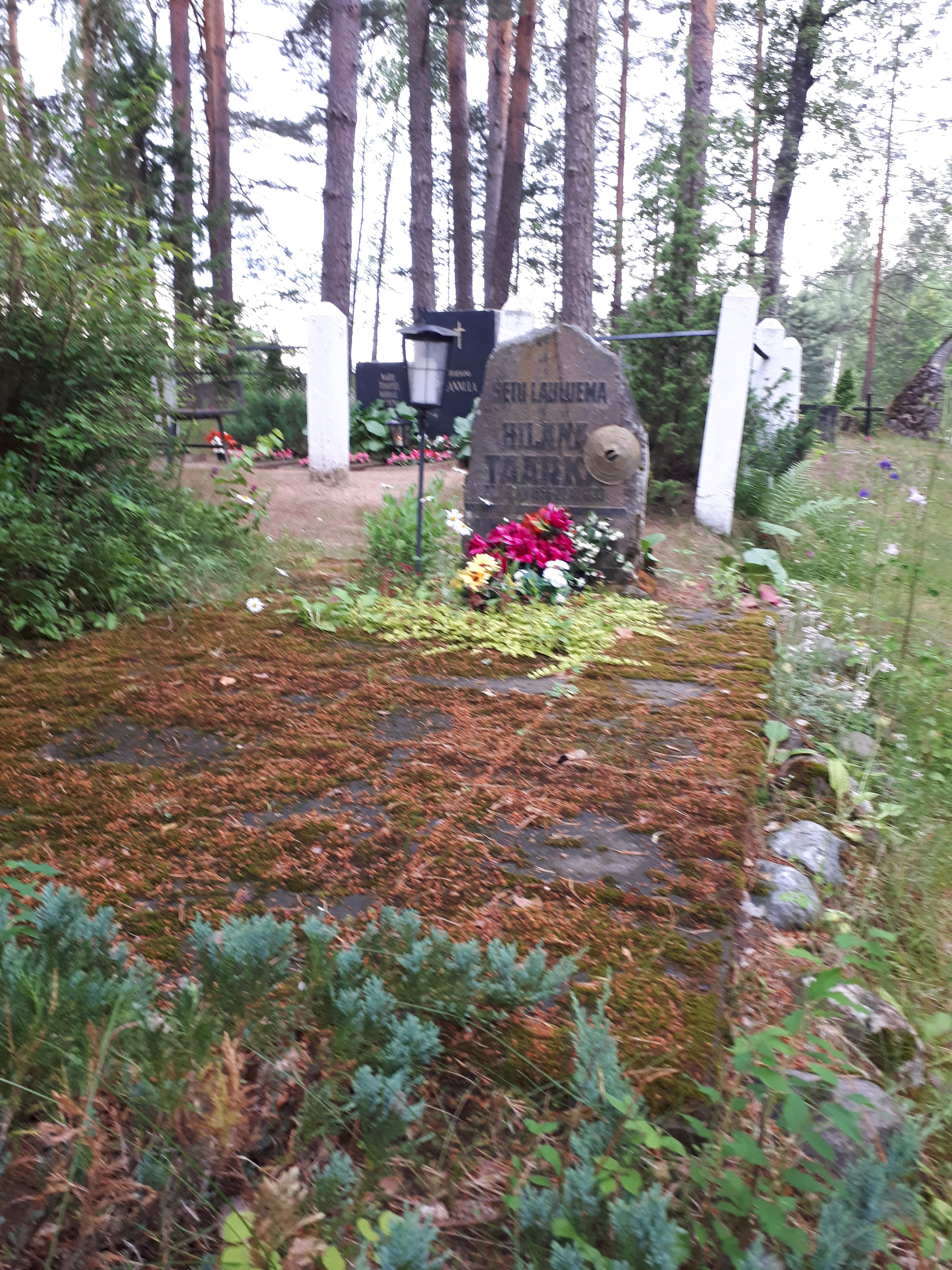
Могила Хиланы Таарка на кладбище деревни Обиница (июнь 2019)

## Увековечение памяти
- Финский скульптор Айпо Сайло (Aipo Sailo) в последние годы жизни Хиланы Таарка вылепил её бюст.
- В 1986 году в деревне Обинитса был открыт памятник «Певческая мать сету Хилана Таарка»[эст.] работы скульптора Эльмара Ребане (Elmar Rebane).
- Волость Сетомаа награждает культурной премией имени Хиланы Таарка за выдающуюся работу по сохранению традиционной культуры сету[8][9].
- Выруская поэтесса Юлле Каукси[эст.] написала пьесу «Таарка», которую играли летом 2005 и 2006 годов в деревне Обинитса.
- В 2008 году киностудия «Exitfilm» выпустила созданный на основе театральной пьесы художественный фильм «Таарка», режиссёр Айн Мяэотс (Ain Mäeots), в заглавной роли Инга Салуранд (Inga Salurand, юная Таарка), Сийри Сисаск (Siiri Sisask, Дарья (Таарка) Писумаа) и Марье Метсур (Marje Metsur, старая Таарка); прод. 96:19[10][11].